# ФК Војводина Црвена Црква
ФК Војводина Црвена Црква је српски фудбалски клуб из Црвене Цркве, Бела Црква и тренутно се такмичи у Подручној лиги Панчево, петом такмичарском нивоу српског фудбала.